# Jesucrist superstar
|  | Aquest article tracta sobre la pel·lícula de Norman Jewison. Vegeu-ne altres significats a «Jesus Christ Superstar». |

Jesucrist superstar (títol original en anglès Jesus Christ Superstar) és una pel·lícula musical nord-americana de 1973 que tracta sobre les darreres setmanes de la vida de Jesús. Dirigida per Norman Jewison, a diferència d'altres pel·lícules musicals no conté diàlegs parlats, sinó que tots els textos estan en forma de temes musicals interpretats pels mateixos actors, ja que es tracta d'una adaptació per al cinema de l'òpera rock del mateix nom d'Andrew Lloyd Webber. Ha estat doblada al català.

## Antecedents de la producció
Durant el rodatge de la pel·lícula El violinista a la teulada, Barry Dennen va suggerir a Norman Jewison que dirigís Jesus Christ Superstar com a pel·lícula. Després de sentir l'àlbum de la versió teatral, Jewison hi va accedir. La pel·lícula va ser rodada el 1973 a Israel, principalment a les ruïnes d'Avdat i a altres ubicacions d'Orient Mitjà. El repartiment estava format majoritàriament per actors de l'espectacle teatral a Broadway, amb Ted Neeley i Carl Anderson en els papers de Jesus and Judes. Neeley havia interpretat un periodista, i un leprós a la versió de Broadway, i s'havia après el paper de Jesús per si mai calia reemplaçar el protagonista; Barry Dennen (Pilat), Yvonne Elliman (Maria Magdalena) i Bob Bigham (Caifàs) van tornar a interpretar els seus papers de Broadway. D'entrada, Jewison volia que Ian Gillan tornés a interpretar Jesús, però Gillan no ho va acceptar perquè va pensar que els seus fans s'estimarien més que marxés de gira amb Deep Purple.
Algunes de les lletres es van canviar per a la pel·lícula, en part per a enriquir-ne el contingut (Hosanna, The Temple) i en part per a fer-les més acceptables per a un públic cristià (Trial before Pilate, Judas' Death). Un altre canvi important va ser la inclusió d'un tema totalment nou (Then We Are Decided), en què es desenvolupen més clarament les recances i temors d'Annàs i Caifàs respecte a Jesús. Aquests darrers canvis no es van conservar en produccions i enregistraments posteriors.

## Argument[2]
La pel·lícula comença amb un grup d'actors que arriben en autobús a unes ruïnes i es preparen per al rodatge mentre se sent l'obertura (Overture). En aquesta escena, l'actor que interpretarà Jesús és l'únic que no es veu baixar de l'autobús; Jesús sembla sorgir del no-res d'entre la resta de personatges. (Aquest efecte es repeteix al final de la pel·lícula, ja que en marxar tampoc no se'l veu pujar a l'autobús.) Tot seguit veiem Judes assegut a un turó mentre contempla Jesús envoltat de seguidors; està preocupat per la popularitat de Jesús, qui és aclamat com un déu mentre que Judas el considera un home més i tem les conseqüències del seu moviment creixent (Heaven On Their Minds).
Els altres deixebles demanen insistentment a Jesús els seus plans per al futur, però Jesús els diu que es preocupin del present i no del futur (What's The Buzz). Una dona anomenada Maria Magdalena intenta tranquil·litzar Jesús refrescant-li la cara amb aigua, cosa que ell troba d'allò més agradable, però Judes ho esguerra tot quan arriba i diu a Jesús (Strange Thing Mystifying) que no s'hauria de relacionar amb ella. Furiós, Jesús li respon que la deixi en pau perquè no és ningú per a criticar-la, i acusa a tots els apòstols perquè realment no els preocupa el que ell faci o deixi de fer, acusació que ells neguen.
Caifàs, summe sacerdot jueu, parla amb Annàs sobre la creixent popularitat de Jesús; tem que el poble el coroni com a rei, cosa que enfurismaria els romans. D'entrada, Annàs intenta treure importància al tema, però finalment suggereix que Caifàs convoqui el consell per tal d'espantar-los fent-los veure el perill que corren. Caifàs hi està d'acord (Then We Are Decided).
Maria Magdalena aplica un ungüent a la cara de Jesús per a calmar-lo (Everything's Alright). Judas, però, torna a trencar l'atmosfera de relaxació dient que els diners esmerçats en l'ungüent s'haurien d'haver donat als pobres. Jesús el torna a esbroncar, dient-li que els pobres sempre seran pobres, i la cançó segueix.
El consell de sacerdots es reuneix, i tots parlen de les seves pors sobre Jesús. Caifàs els diu que només hi ha una solució per a resoldre el problema que Jesús representa: matar-lo (This Jesus Must Die).
Jesús i els seus seguidors arriben alegrement a Jerusalem, però Caifàs ordena Jesús que dispersi la multitud per por dels avalots. Jesús no en fa cas (Hosanna). Més tard, un apòstol anomenat Simó el Zelota, i una multitud de seguidors, tot ballant, fan ben palesa la seva admiració per Jesús (Simon Zealotes). Jesús ho aprecia, però es preocupa quan Simó suggereix dirigir la multitud cap a una rebel·lió contra els romans. Jesús, amb tristesa, rebutja aquest suggeriment, dient que no entenen el seu objectiu real (Poor Jerusalem).
Apareix Pilat, el governador romà. Explica que ha somiat amb Jesús i també que serà culpat de la seva mort (Pilate's Dream). Jesús i els seus seguidors arriben al temple, ocupat per comerciants i prostitutes. Jesús, furiós, els destrossa els llocs de venda i els obliga a marxar (The Temple).
Jesús, trist, passeja per la muntanya i es troba amb una multitud de leprosos que volen ser guarits. Jesús tracta de guarir-ne tants com pot, però acaba abandonant i els escridassa per tal que el deixin tranquil. Maria el consola i Jesús va a dormir. Maria estima Jesús, però està espantada perquè no sap com reaccionar, atès que ell és molt diferent de tots els altres homes que ha conegut (I Don't Know How To Love Him).
Els dubtes de Judes han arribat a un punt crític. Va a veure els sacerdots i els explica les seves inquietuds, però li espanten les conseqüències de trair Jesús ("Damned For All Time). Els sacerdots s'aprofiten de la situació i li ofereixen diners si els porta fins a Jesús quan no estigui envoltat de gent. Judes, d'entrada, ho refusa, però Caifàs el convenç tot fent-li veure que pot utilitzar els diners per a ajudar els pobres (Blood Money), i Judes acaba acceptant els diners i dient-los on trobaran Jesús: dijous al vespre, lluny de les multituds, al jardí de Getsemaní.
A l'Últim Sopar, Jesús es lamenta perquè pensa que els apòstols s'oblidaran d'ell de seguida que sigui mort (The Last Supper). Afirma que un d'ells el negarà i que un altre el trairà, cosa que ells neguen rotundament, però Jesús diu que serà Pere qui el negarà tres cops, i repeteix que un altre d'ells el trairà. Judes, però, l'interromp, dient-li que no faci el numeret perquè ja sap qui serà el traïdor. Després d'una breu, però forta discussió entre ells dos, Judes se n'allunya, però Jesús recull una peça de roba que Judes ha oblidat i la hi porta; Judes la rebutja i segueix acusant Jesús, qui acaba foragitant-lo. Jesús se separa dels altres, que s'han adormit, i explica a Déu els seus sentiments sobre la seva mort imminent (Gethsemane (I Only Want To Say)).
Apareix Judes i fa un petó a Jesús, qui el censura per trair-lo amb un petó. Els apòstols desperten i es troben envoltats de soldats (The Arrest); estan disposats a defensar Jesús i lluitar amb els soldats, però Jesús no ho permet. Jesús és dut a presència del Summe Sacerdot, on se'l troba culpable de blasfèmia per considerar-se fill de Déu, i és enviat a Pilat. Pere, entretant, nega Jesús tres cops quan tres persones afirmen que el reconeixen com a seguidor seu (Peter's Denial). Jesús arriba davant de Pilat, i el governador, tot i les seves pors anteriors, se'n burla i l'envia a Herodes, ja que no té jurisdicció sobre els galileus (Pilate and Christ).
Un histriònic Herodes, rodejat d'una cort d'allò més extravagant, expressa la seva alegria per trobar-se finalment amb Jesús, ja que n'ha sentit molt a parlar. Intenta persuadir-lo per tal que li faci diversos miracles, prometent-li que l'alliberarà si ho fa. Quan Jesús no respon, Herodes canvia radicalment d'actitud, l'acusa de ser un frau i comença a llençar-li una mena de panets, mentre ordena als soldats que se l'emportin (King Herod's Song).
Maria Magdalena i Pere, i després la resta dels seguidors de Jesús, pensen en ell i recorden com va començar tot, pensen que tant de bo les coses no s'haguessin descontrolat tant, i desitjarien poder tornar a començar (Could We Start Again Please?).
Jesús és introduït a una cova de males maneres; Judes, que està torturat pels remordiments, el veu, i corre a dir als sacerdots que lamenta haver pres part en l'arrest. Els sacerdots intenten fer-li veure que ha fet ben fet, però no ho aconsegueixen. Judes llança els diners a terra, marxa i es penja d'un arbre (Judas' Death).
Jesús torna a comparèixer davant Pilat, qui l'interroga mentre Herodes s'ho mira. Pilat s'adona que, tot i que pensa que Jesús és boig, no ha comès cap crim, però la multitud li demana a crits que el crucifiqui; per fer-los contents, fa assotar Jesús i un soldat li dona 39 fuetades mentre Pilat les compta. Finalment, enfadat per la resignació de Jesús i la sed de sang de la multitud, que li recorda que, com a representant del Cèsar, és la seva obligació mantenir la pau, es renta les mans de la sang de Jesús i n'autoritza l'execució (Trial Before Pilate).
Judes reapareix, tot baixant del cel i vestit de blanc. Comença un número de ball d'estil disco (Superstar) on Judes, acompanyat de diversos "àngels" diu que, si Jesús hagués vingut com el Messies avui dia, hauria estat més popular i el seu missatge més fàcil de difondre gràcies als mitjans de comunicació actuals. Cap al final del número es veuen flaixos de Jesús portant la creu.
Jesús és clavat a la creu (The Crucifixion). Se sent una música inquietant i gens melòdica mentre Jesús, abans de morir, diu unes darreres frases adreçades a Déu.
Durant el tema final, John Nineteen: Forty-One, l'equip, excepte l'actor que ha interpretat Jesús, torna a pujar a l'autobús i marxen. L'escena final és una creu retallada sobre una posta de sol.

## Premis
La pel·lícula va ser en general ben rebuda, tot i que va ser objecte de crítica per part d'alguns grups religiosos; el 1973 va ser nominada als Oscar el 1973 per la millor cançó original, i el 1974 va ser nominada a sis premis Golden Globe en les categories següents:
- Millor pel·lícula (musical o comèdia): Norman Jewison (director)
- Millor actriu (musical o comèdia): Yvonne Elliman (Maria Magdalena)
- Millor actor (musical o comèdia): Carl Anderson (Judes)
- Millor actor (musical o comèdia): Ted Neeley (Jesús)
- Nova estrella de l'any: Carl Anderson
- Nova estrella de l'any: Ted Neely

## Actors principals
- Ted Neeley com a Jesús
- Carl Anderson com a Judes Iscariot
- Yvonne Elliman com a Maria Magdalena
- Barry Dennen com a Ponç Pilat
- Bob Bingham com a Caifàs
- Josh Mostel com a Rei Herodes
- Kurt Yahgjian com a Annàs
- Philip Toubus com a Pere
- Larry Marshall com a Simó el Zelota

## Banda sonora
La banda sonora de la pel·lícula va ser publicada en un LP doble per MCA Records (actualment Universal Music Group) el 1973, i va ser reeditada en CD el 1993 i el 1998.
Els temes que inclou són els següents:
| Cara 1 - Overture – 5:26 - Heaven on Their Minds – 4:22 - What's the Buzz? – 2:30 - Strange Thing Mystifying – 1:50 - Then We Are Decided – 2:32 - Everything's Alright – 3:36 - This Jesus Must Die – 3:45 Cara 2 - Hosanna – 2:32 - Simon Zealotes – 4:28 - Poor Jerusalem – 1:36 - Pilate's Dream – 1:45 - The Temple – 5:26 - I Don't Know How to Love Him – 3:55 - Damned for All Time/Blood Money – 4:37 | Cara 3 - The Last Supper – 7:12 - Gethsemane (I Only Want to Say) – 5:39 - The Arrest – 3:15 - Peter's Denial – 1:26 - Pilate & Christ – 2:57 - King Herod Song – 3:13 Cara 4 - Could We Start Again, Please? – 2:44 - Judas' Death – 4:38 - Trial Before Pilate – 6:47 - Superstar – 3:56 - Crucifixion – 2:40 - John Nineteen: Forty-One – 2:20 |  |

## Produccions relacionades
Ha estat adaptada per diferents companyies i grups teatrals a diferents idiomes, també en català.